# Дивный новый мир (телесериал)
«Дивный новый мир» (англ. Brave New World) — американский фантастический телесериал, премьера которого состоялась на стриминговом сервисе Peacock 15 июля 2020 года.
Сериал снят по мотивам романа Олдоса Хаксли «О дивный новый мир» 1932 года. В октябре 2020 года сериал был отменен после одного сезона.

## Сюжет
Действие происходит в городе-государстве далёкого будущего, где потребление возведено в культ, человечество разбито на касты, и все проблемы решаются с помощью синтетического наркотика — сомы. Однажды двое жителей Нового Лондона оказываются за его пределами в Диких землях и попадают в самый центр кровопролитного восстания. Вместе с ними возвращается один из дикарей.

## В ролях

### Основной состав
- Олден Эренрайк — Джон Дикарь[3]
- Джессика Браун Финдлей — Линайна Краун[4]
- Гарри Ллойд — Бернард Маркс[5]
- Кайли Банбери — Фрэнни
- Нина Сосанья — Мустафа Монд
- Джозеф Морган — CJack60
- Сэн Мицудзи — Генри Фостер
- Ханна Джон-Кеймен — Вильгельмина Уотсон
- Деми Мур — Линда, мать Джона

## Список эпизодов

### Сезон 1 (2020)
| № | Название                                                           | Режиссёр      | Автор сценария | Дата премьеры |
| - | ------------------------------------------------------------------ | ------------- | -------------- | ------------- |
| 1 | «Пилот» «Pilot»                                                    | Оуэн Харрис   | Неизвестно     | 15 июля 2020  |
| 2 | «Желания и последствия» «Want & Consequense»                       | Оуэн Харрис   | Неизвестно     | 15 июля 2020  |
| 3 | «Все теперь счастливы» «Everybody Happy Now!»                      | Крейг Зиск    | Неизвестно     | 15 июля 2020  |
| 4 | «Прими таблетку» «Swallow»                                         | Крейг Зиск    | Неизвестно     | 15 июля 2020  |
| 5 | «Огнепад» «Firefall»                                               | Аоифе Макардл | Неизвестно     | 16 июля 2020  |
| 6 | «В грязи» «In the Dirt»                                            | Аоифе Макардл | Неизвестно     | 16 июля 2020  |
| 7 | «Единобрачие и бесплодие. Часть 1» «Monogamy and Futility. Part 1» | Андрий Парекх | Неизвестно     | 16 июля 2020  |
| 8 | «Единобрачие и бесплодие. Часть 2» «Monogamy and Futility. Part 2» | Андрий Парекх | Неизвестно     | 16 июля 2020  |
| 9 | «Красная сома» «Soma Red»                                          | Эллен Курас   | Неизвестно     | 16 июля 2020  |

## Производство
Сериал «Дивный новый мир» был закрыт после первого же сезона без объяснения причин.